# Шварц Ісаак Ізраїлевич
Ісаак Ізраїлевич Шварц (партійне псевдо Семен, 6 січня 1879, місто Миколаїв — 26 жовтня 1951, місто Москва) — учасник революційного руху, більшовицький діяч. 1-й керівник органів державної безпеки Радянської України (Голова Всеукраїнської НК у 1918–1919). Член ЦК КП(б)У в липні 1918 — березні 1919 року, в червні 1930 — січні 1934 року. Член Центральної контрольної комісії ВКП(б) у 1921—1922, у 1923—1924 роках, член Президії ЦКК ВКП(б) у 1923—1924 роках. Член ЦК ВКП(б) у 1924—1934 роках. Кандидат у члени ЦК ВКП(б) у 1934—1939 роках.

## Біографія
Народився в родині кравця. Закінчив три класи 1-го казенного єврейського училища в Одесі.
З жовтня 1893 по жовтень 1897 року — учень мідно-ливарної майстерні в Одесі. У листопаді 1897 — січні 1900 року — ливарник арматурного заводу в Миколаєві.
Член РСДРП з червня 1899 року. Учасник соціал-демократичних гуртків у Миколаєві та Одесі.
У лютому 1900 — жовтні 1901 року — ливарник Миколаївського французького суднобудівного заводу «Наваль».
З листопада 1901 року перебував на підпільній революційній роботі в Україні та на Уралі. Був заарештований, висланий до Якутії, втік до Швейцарії, згодом вів роботу із відновлення більшовицьких організацій у 1905 році в Катеринославі, з 1906 року — на Уралі. У 1911 році — слухач партійної школи в Лонжюмо, уповноважений Закордонної організаційної комісії зі скликання партійної конференції, член Російської організаційної комісії з підготовки 6-ї Всеросійської конференції РСДРП (1912) в Празі. Сім разів заарештовувався і засилався до Східного Сибіру, шість разів утікав.
Після Лютневої революції 1917 року вів партійну роботу в Україні. З березня по квітень 1917 року — агітатор із підготовки виборів та проведенню окружних конференцій Бюро ЦК РСДРП(б) у Миколаєві та Одесі. З травня по червень 1917 року — партійний робітник Єнакіївського комітету РСДРП(б) на Донбасі. З серпня 1917 по березень 1918 року працював у Донецько-Криворізькому басейні, обирався членом бюро обласного комітету РСДРП(б) Донбасу та Криворіжжя (Донецько-Криворізької радянської республіки) в Харкові.
З квітня 1918 по січень 1919 року — один з керівників більшовицького підпілля в Україні, делегат 1-го з'їзду КП(б) України, партійний працівник ЦК КП(б)У в Москві та Курську.
У грудні 1918 — квітні 1919 року — голова Всеукраїнської надзвичайної комісії (ВУЧК) при РНК Української СРР у Харкові та Києві. У квітні — травні 1919 року — заступник голови Всеукраїнської надзвичайної комісії (ВУЧК) при РНК Української СРР.
У травні — вересні 1919 року — уповноважений Ради праці і оборони в містах Одесі та Миколаєві.
У вересні 1919 — березні 1920 року — партійний працівник ЦК КП(б)У в Москві.
У березні — листопаді 1920 року — уповноважений Центрального правління кам'яновугільної промисловості Донбасу по Юзівському кам'яновугільному району.
У січні 1921 — січні 1930 року — голова ЦК Спілки гірників у Москві. Одночасно, з 1925 по 1930 рік — член президії ВЦРПС.
30 листопада 1929 — жовтень 1930 року — голова правління Всесоюзного об'єднання кам'яновугільної промисловості «Союзвугілля» в Харкові.
У січні 1931 — березні 1938 року — керуючий об'єднання (тресту) «Союзсланець» Народного комісаріату важкої промисловості СРСР. З 11 березня 1938 року — в розпорядженні ЦК ВКП(б).
У 1938 році організував і до 1949 року працював директором Всесоюзної науково-дослідної лабораторії водних емульсій і нафталану Народного комісаріату (Міністерства) охорони здоров'я СРСР. У 1941—1945 роках налагодив у лабораторії виробництво сульфамідних емульсій та дисперсій, препаратів з антибіотиками та вітамінами.
З листопада 1941 року — персональний пенсіонер союзного значення в Москві.
З 1949 року — заступник директора Московського хіміко-фармацевтичного заводу № 9 Головного управління медичної промисловості Міністерства охорони здоров'я СРСР.
Помер 26 жовтня 1951 року, похований на Новодівочому цвинтарі Москви.

## Нагороди та відзнаки
- орден Червоної Зірки
- Орден Трудового Червоного Прапора УСРР (23.12.1927)[2]